# Markhor
Capra falconeri
Pour les articles homonymes, voir Falconeri.
Espèce
Statut de conservation UICN

 NT C1+2a(i) : Quasi menacé
Statut CITES
Le Markhor (Capra falconeri) est une espèce de mammifères ruminants de la famille des bovidés, sous-famille des caprins. Cette espèce de taille moyenne qui mesure 1,35 à 1,80 m de long pour un poids de 35 à 115 kg. 

## Description

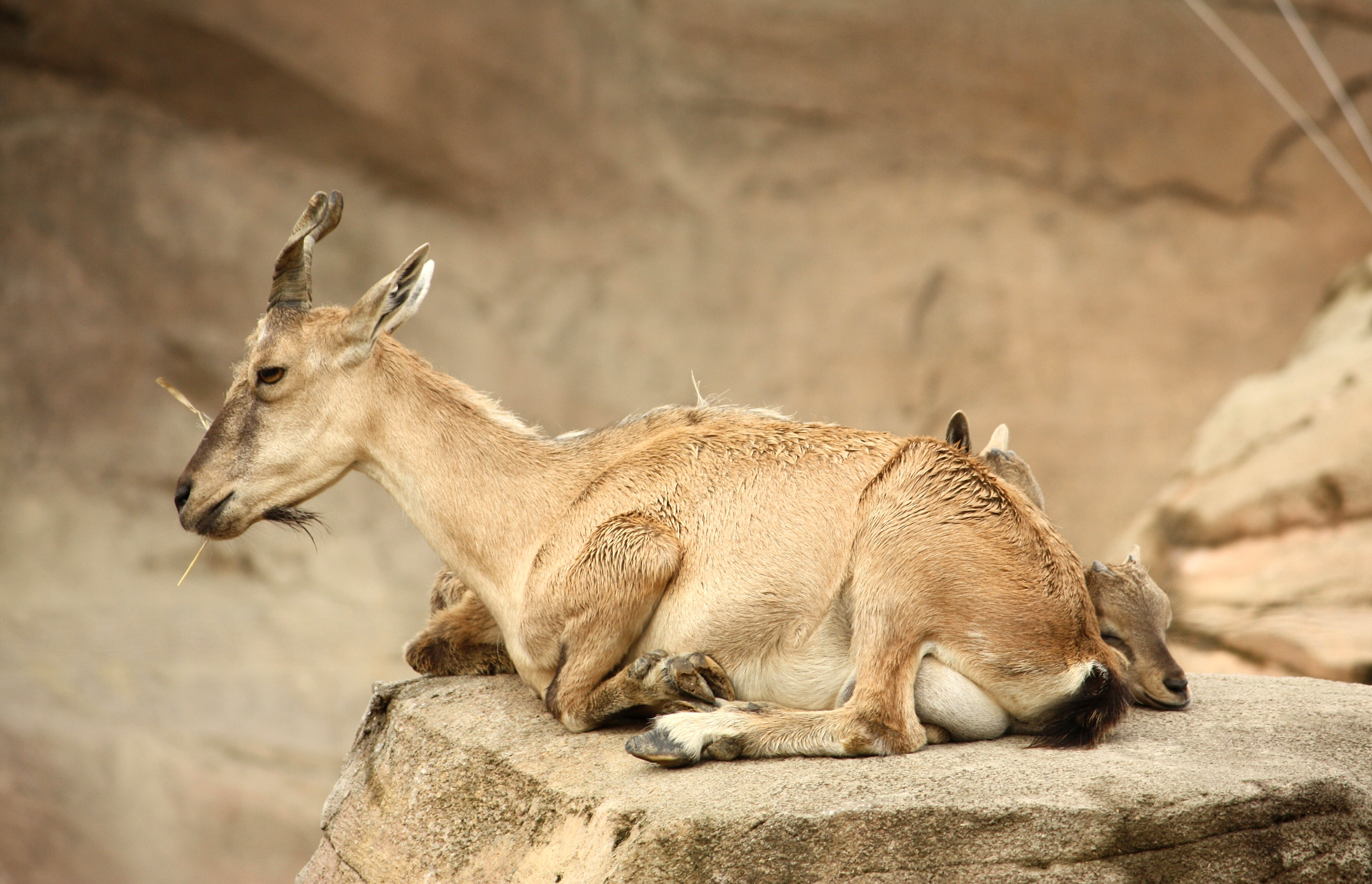
Femelle avec petit.

Son pelage est gris-roux à gris-brun et il a de longs poils en hiver qu'il perd à la saison chaude. Le mâle arbore des cornes spiralées de 1,5 mètre de long et il est plus grand que la femelle, qui, elle, porte des cornes moins spectaculaires (25 cm).
Les femelles sont sociales et se déplacent en troupeaux qui contiennent en moyenne 8 à 9 individus. Les mâles sont solitaires mais vont rejoindre temporairement ces groupes pendant la saison du rut et ils se rassemblent alors en troupeaux de 15 à 30 individus.
Le markhor a une longévité de 12 ans en captivité.
Menacé d'extinction il y a quelques années, il a vu sa population croître de 20 % depuis 2005 environ.

## Nourriture
Il se nourrit de pousses, d'herbe, de rameaux et de feuilles.

## Répartition
Il vit dans l'Ouest de l'Himalaya à une altitude comprise entre 800 et 4 000 mètres. Comme l'hanglu et plusieurs autres espèces, il a complètement disparu de la partie pakistanaise du Cachemire où il était autrefois très présent, sa migration étant rendue impossible par l'infranchissable barrière érigée en 2003 pour empêcher l'infiltration des groupes armés séparatistes dans le conflit indo-pakistanais.

## Systématique
Le nom valide complet (avec auteur) de ce taxon est Capra falconeri (Wagner, 1839). L'espèce a été initialement classée dans le genre Aegoceros sous le protonyme Aegoceros falconeri Wagner, 1839.
Ce taxon porte en français les noms vernaculaires ou normalisés suivants : Markhor, Markhor de Suleiman.

### Liste des sous-espèces
Selon GBIF (10 décembre 2023) :
- Capra falconeri falconeri (Wagner, 1839)
- Capra falconeri heptneri Zalkin, 1945
- Capra falconeri megaceros Hutton, 1842